# ضرابخانه سلطنتی
ضرابخانه سلطنتی (انگلیسی: Royal Mint) یک نهاد مجاز برای ضرب سکه در بریتانیا است. ضرابخانه سلطنتی از ۱۱۰۰ سال پیش به منظور تولید سکه برای انگلستان و بریتانیای کبیر فعال است و از سال ۲۰۱۰ به عنوان ضرابخانه سلطنتی با مسئولیت محدود، تحت قرارداد انحصاری برای عرضه سکه برای انگلستان و ۱۰۰٪ متعلق به خزانه داری علیا حضرت است.
ضرابخانه سلطنتی علاوه بر ضرب و صادرات سکه به بسیاری از کشورهای دیگر، به تولید مدال و نشان نظامی، مدال یادبود و دیگر اقلام برای سایر دولت‌ها، مدارس و کسب و کار مشغول است و در جهان به عنوان ضرابخانه پیشرو در صادرات شناخته شده است. مسئولیت امنیت آن با پلیس وزارت دفاع است که به صورت مشروط مسلح است.

## تاریخچه

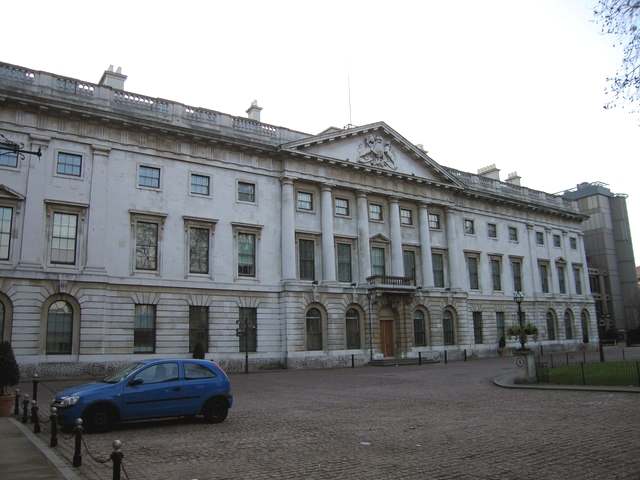
ساختمان ضرابخانه سلطنتی از ۱۸۸۰